# Mike Marsh (Fußballspieler)
Michael Andrew „Mike“ Marsh (* 21. Juli 1969 in Liverpool) ist ein ehemaliger englischer Fußballspieler. Zumeist im rechten oder zentralen Mittelfeld eingesetzt und bei Bedarf auch auf der Außenverteidigerposition aushelfend, war er zu Beginn seiner Profikarriere beim FC Liverpool aktiv, wo ihm jedoch der dauerhafte Durchbruch verwehrt blieb, wenngleich er in der Saison 1991/92 aufgrund zahlreicher Verletzungen im Kader kurzzeitig Stammspieler war und beim FA-Cup-Sieg 1992 im Endspiel auf der Ersatzbank saß. Ab Mitte der 1990er-Jahre verschwand er langsam immer mehr in die Niederungen des englischen Fußballs, spielte dort jedoch noch bis 2003 im semiprofessionellen Bereich.

## Sportlicher Werdegang
Marsh spielte bei seinem Heimatverein Kirkby Town in der North West Counties League, als ihn mit Phil Thompson der Reservemannschaftstrainer des FC Liverpool entdeckte. Dieser empfahl seinem „Chef“ Kenny Dalglish die Verpflichtung des talentierten Mittelfeldspielers und so kam Marsh zum Ende der Saison 1986/87 zu den „Reds“. Am 1. März 1989 debütierte er beim 2:0-Sieg gegen Charlton Athletic als Einwechselspieler für Jan Mølby in der First Division. Seine Einsätze blieben aber in den anschließenden beiden Spielzeiten vornehmlich auf die Reservemannschaft beschränkt und auch sein Beitrag zum Gewinn der Meisterschaft 1990 war mit zwei Ligaeinsätzen marginal. Erst in der Saison 1991/92 unter dem neuen Trainer Graeme Souness war er häufiger in der Stammformation vertreten, wenngleich dies auch in großen Verletzungsproblemen im Verein begründet lag. Sein erster Treffer gelang ihm am 6. November 1991 während einer denkwürdigen UEFA-Pokal-Partie gegen AJ Auxerre, in der er den 0:2-Hinspielrückstand egalisierte und den Grundstein zum 3:0-Erfolg legte. Beim 2:0-Finalsieg gegen den AFC Sunderland im FA Cup war er zwar nur Ersatzspieler, erhielt dafür jedoch eine offizielle Gewinnermedaille. Zumeist auf der Position des rechten Verteidigers als Vertretung von Rob Jones kam Marsh auch in der folgenden Saison 1992/93 zu 28 Ligaeinsätzen und stand davon 22-mal in der Startelf. Auf seinen sportlichen Durchbruch wartete er jedoch weiter vergeblich und so ließ ihn Souness im September 1993 gemeinsam mit David Burrows im Tausch für Julian Dicks zu West Ham United ziehen. Insgesamt hatte sich Marsh in Liverpool den Ruf eines „Trainingsweltmeisters“ erarbeitet, der jedoch nur selten in der Lage war, seine technischen Fertigkeiten in Pflichtspielen unter Beweis zu stellen.
Für den Erstligakonkurrenten West Ham besetzte Marsh in der Folgezeit für Martin Allen das Mittelfeldzentrum und von den 35 verbleibenden Ligaspielen der Saison 1993/94 verpasste er lediglich zwei. Obwohl er auch zu Beginn der anschließenden Spielzeit 1994/95 bei den „Hammers“ zunächst eine feste Größe blieb, entwickelte sich Marshs Karriere fortan turbulent. Nach zahlreichen Wechselspekulationen verpflichtete ihn Ende 1994 Erstligakonkurrent und Abstiegskandidat Coventry City. Dort ließ ihn Trainer Ron Atkinson zunächst sogar in der Offensive antreten und Ende Februar 1995 schoss er zwei Tore bei zwei Heimsiegen in Serie gegen Ex-Klub West Ham United und Leicester City. Zum Ende der Saison 1994/95 verlor er jedoch dann seinen festen Platz in der Mannschaft. Nach einem kurzen Intermezzo bei Galatasaray Istanbul unter Graeme Souness zur neuen Saison 1995/96, das bereits Anfang September 1995 und nur drei Ligaeinsätzen ein Ende fand, wechselte er für eine Ablösesumme von 500.000 Pfund – exakt der Betrag, den der türkische Klub zuvor nach Coventry überwiesen hatte – zum Zweitligisten Southend United.
Bei den „Blues“ war Marsh sofort eine Bereicherung und besonders sein gutes Zusammenspiel mit Paul Byrne war augenfällig. Dazu katapultierte er sich mit seinem Weitschuss-Siegtreffer am 20. April 1996 gegen Ipswich Town in letzter Sekunde in die Herzen der Anhänger von Southend United. Er blieb auch in der Saison 1996/97 weiter Leistungsträger im Team und wiederholte seine Ausbeute von fünf Ligatoren aus dem Vorjahr. Gerade seine Abwesenheit zwischen November 1996 und Januar 1997 infolge einer Knieoperation machte dem Klub aber schwer zu schaffen. Gerade in dieser Zeit verlor Southend United entscheidend an Boden und musste am Ende der Spielzeit den Gang in die Drittklassigkeit antreten. Dass die Knieprobleme von nachhaltiger Natur waren, zeigte sich schnell in der folgenden Saison 1997/98 und bereits im Oktober 1997 trat Marsh als aktiver Profispieler und im Rahmen einer Sportinvalidität zurück. Sein Verein stieg anschließend als Tabellenletzter auf direktem Weg sogar in die vierte Liga ab.
Marsh ging danach im semiprofessionellen Bereich weiter dem Fußballsport nach und hielt sich aus Versicherungsgründen in Bezug auf seinen Invalidenstatus von der Football League fern. Dabei kam es nach Zwischenstationen beim FC Southport und dem AFC Barrow bei den von Jan Mølby trainierten Kidderminster Harriers zu der Situation, dass er seinen Mannschaftskameraden nach dem Gewinn der Football Conference 2000 nicht in den Profifußball folgen durfte. Zwei Jahre später wiederholte sich dies, als er über den Umweg FC Southport mit Boston United ebenfalls in die vierthöchste Spielklasse aufstieg. Letzte aktive Station war dann in der Saison 2002/03 das in der Northern Premier League spielende Team von Accrington Stanley, mit dem er wiederum in die Football Conference aufstieg, dann aber im Juni 2003 auch die aktive Karriere in den fußballerischen Unterhäusern beendete.
Zu Beginn der Saison 2003/04 nahm Marsh seine erste Cheftrainerposition beim FC Burscough an, trat von dieser aber nach einem schwachen Saisonstart bereits im Oktober 2003 wieder zurück. Im Sommer 2006 arbeitete er kurzfristig im Trainerstab des FC Southport, trat im Februar 2008 eine Kotrainerstelle bei Northwich Victoria an und übernahm nach der Entlassung von Spielertrainer Dino Maamria im Oktober 2008 kurzfristig die sportliche Leitung. Kurz darauf leitete ebenfalls interimistisch die Geschicke bei Bradford Park Avenue, lehnte aber ein dauerhaftes Engagement für den Klub ab. Stattdessen widmete er sich fortan der Jugendarbeit und übernahm beim FC Liverpool zunächst die Betreuung der U-16-Auswahl, bevor er im Juli 2011 zum Trainer der U-18-Mannschaft befördert wurde.

## Titel/Auszeichnungen
- Englischer Pokal (1): 1992